# Svenska kyrkan i München
Svenska kyrkan i München är en av Svenska kyrkans utlandsförsamlingar. 

## Administrativ historik
Församlingen bildades 1994. 